# Michael Odogwu Elue
Michael Odogwu Elue (* 4. April 1956 in Ute-Ogbeje, Bundesstaat Rivers, Nigeria) ist Bischof von Issele-Uku. 

## Leben
Michael Odogwu Elue empfing am 18. August 1984 die Priesterweihe.
Papst Johannes Paul II. ernannte ihn am 14. November 2003 zum Bischof von Issele-Uku. Die Bischofsweihe spendete ihm der Erzbischof von Lagos, Anthony Olubunmi Kardinal Okogie, am 21. Februar 2004; Mitkonsekratoren waren Patrick Ebosele Ekpu, Erzbischof von Benin City, und Emmanuel Otteh, emeritierter Bischof von Issele-Uku.